# Acide éthylènetétracarboxylique
L'acide éthylènetétracarboxylique est un composé organique de formule semi-développée (HOOC)2C=C(COOH)2, soit C6H4O8. Quatre fonctions acide carboxylique substituent entièrement l'éthène.
Par perte de ses quatre protons (H+), cet acide produit l'anion éthylènetétracarboxylate, C6O84− qui est un des anions qui ne contient que des atomes de carbone et d'oxygène. Par perte de un à trois protons, il forme les anions C6H3O8−, C6H2O82−, C6HO83− appelés respectivement trihydrogéno-, dihydrogéno- et hydrogénoéthylènetétracarboxylate. Les mêmes noms sont utilisés pour les esters correspondants.
Cet acide peut être obtenu par hydrolyse de l'éthylènetétracarboxylate de tétraéthyle, qui est obtenu par réaction du dibromomalonate de diéthyle avec l'iodure de sodium.